# Blauwbok
De blauwbok (Hippotragus leucophaeus) was een soort uit de familie van de paardantilopen en wordt ook weleens blauwe antilope (Afrikaans: bloubok) genoemd. Deze soort is inmiddels uitgestorven.

## Kenmerken
De blauwbok had twee geweldige hoorns en een donkere vacht van boven en een witte vacht van onderen. Een mannelijke blauwbok werd tot de drie meter lang, de vrouwtjes tot 280 centimeter. De lengte van de hoorns was langer dan een halve meter. De schofthoogte bedroeg 100 tot 115 cm.

## Verspreiding
De blauwbok leefde in het zuidwestelijke kustgebied van Zuid-Afrika, vooral op renosterveld. De blauwbok werd naast mensen nog door meerdere dieren van de Afrikaanse vlakten bejaagd zoals gevlekte hyena's, luipaarden, wilde honden en leeuwen. Rond 1800 raakte het dier, onder meer door bejaging, uitgestorven. Deze slanke paardantilope voedde zich het liefst met bloemen in plaats van struiken. 
De graslanden van Zuid-Afrika waar deze antilope leefde zijn nu nog steeds een van de biologisch rijkste gebieden op de planeet en het plantenleven daar wordt gekleurd door een overvloed van bloemen, vooral madeliefjes.

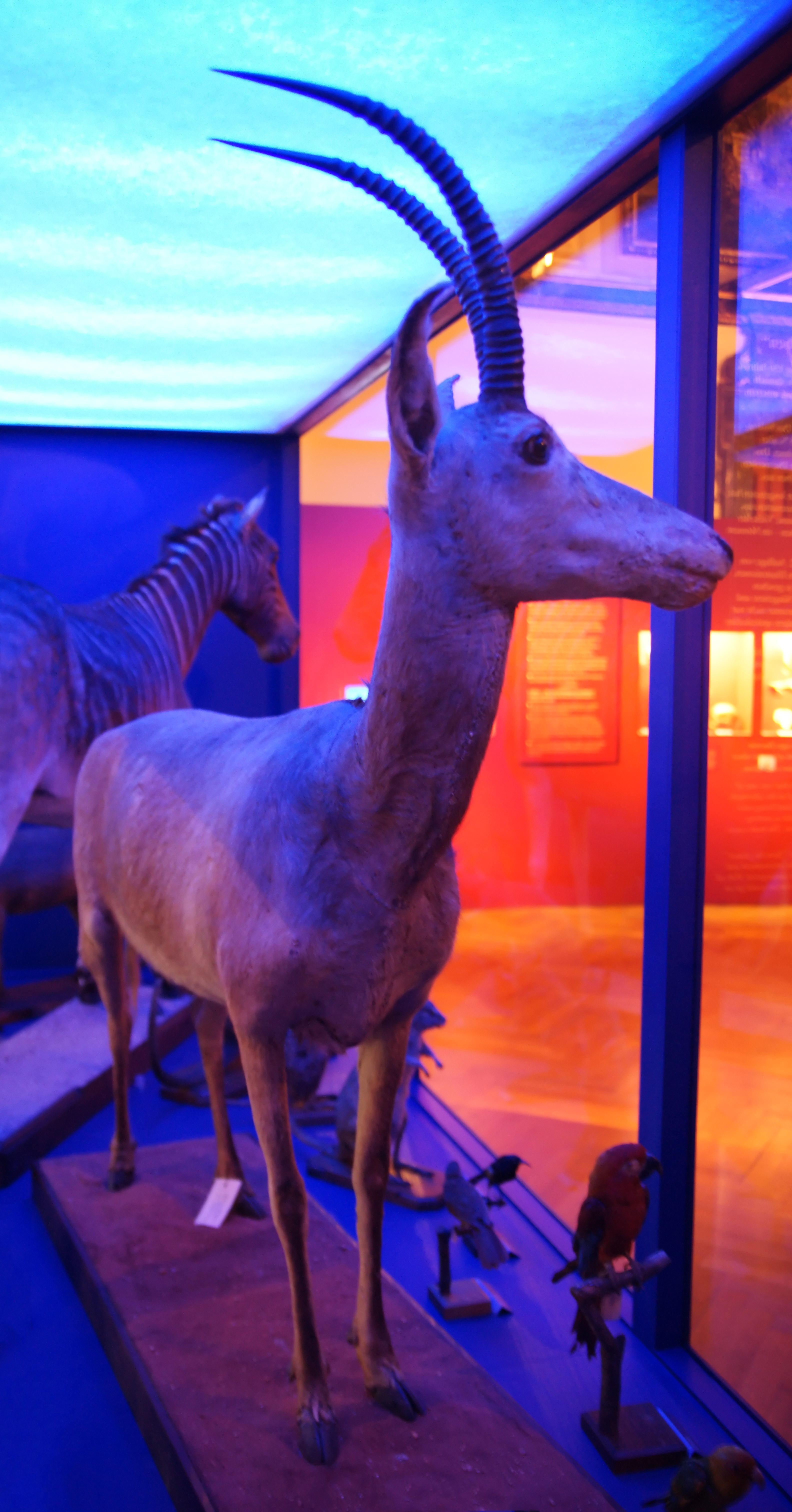
Blauwbok in het Naturhistorisches Museum Wien